# Tudhaliya I/II
Tudhaliya I/II  fue un rey hitita del siglo XIV a. C., fundador del Reino Nuevo, que sucedió a Muwatalli I tras un golpe de Estado.

## Doble numeración
Uno de los puntos más oscuros y controvertidos de la historiografía hitita es la sucesión y genealogía de los primeros reyes del Reino Nuevo. Mientras los especialistas no se ponen de acuerdo, las muchas lagunas de información se suplen con la duplicación de los ordinales reales. Para algunos hititólogos este rey es Tudhaliya II, en la creencia de que existió un monarca del mismo nombre en los comienzos del Reino Antiguo. Para otros es Tudhaliya I, pues intercalan otro rey entre este y el tercero de su nombre. Así, hasta que se llegue a un acuerdo o nuevas pruebas documentales confirmen o refuten uno u otro aserto, se cubre el expediente con esta solución.

## Anatolia

### Llegada al trono y campañas en Anatolia

Oriente Próximo en tiempos del reinado de.

Tudhaliya llegó al trono de Hatti tras un golpe de Estado. Muwatalli I, su inmediato antecesor, fue asesinado por dos funcionarios de palacio, Kantuzzili y Himuili, descendientes de un anterior rey hitita. Este acto condujo a una breve guerra civil en la que Tudhaliya y sus partidarios se enfrentaron a Muwa, jefe de la guardia del rey anterior, y que se resolvió rápidamente a favor del nuevo rey. Himuili está considerado por algunos hititólogos el padre de Tudhaliya.
Tras asentarse en el trono, Tudhaliya emprendió una sucesión de campañas militares en Anatolia, el primero de los reyes hititas tras las limitadas incursiones de Hattusili I. En primer lugar, atacó Arzawa y Assuwa. Animados por los conflictos dinásticos hititas, los principales Estados de Arzawa se unieron para hostigar las fronteras hititas. Por otro lado las ciudades de Assuwa se coligaron para atacar a Tudhaliya mientras se encontraba en territorio arzawano. Tudhaliya derrotó a ambas coaliciones, la segunda de las cuales no vuelve a mencionarse en las crónicas hititas, y deportó a Hattusa gran número de soldados para asentarlos en diversos lugares de Hatti.
Mientras luchaba contra Assuwa, las tribus kaskas se levantaron en armas y atacaron Hatti. Tudhaliya los repelió, pero siguieron siendo un problema constante durante los siguientes años. También Isuwa, en la frontera entre Hatti y Mitanni, supuso un continuo quebranto para Tudhaliya. A pesar de sus esfuerzos, nunca llegó a tener un control completo de este Estado.

### Madduwatta en el reinado deTudhaliya I/II
Durante el reinado de Tudhaliya, un hombre llamado Madduwatta solicitó y obtuvo refugio en territorio hitita. Huía de sus tierras perseguido por Attarsiya, un hombre de Ahhiyawa que se había instalado en Anatolia occidental. Madduwatta debía ser persona de cierta importancia pues le acompañaron sus esposas, hijos y tropas.
Primeramente Tudhaliya pensó en instalarlo como vasallo en Hariyati, pero finalmente Madduwatta obtuvo Zappasla al que añadió más adelante el País del Río Siyanti. Con esta decisión Tudhaliya reforzaba la frontera con Arzawa gracias al establecimiento de un estado fiel al reino hitita. Tan pronto estuvo en el gobierno de Zappasla, Madduwatta atacó al reino de Arzawa con la intención de ampliar sus propios territorios. Kupanta-Kurunta, rey de Arzawa, repelió la agresión e invadió a su vez el territorio de Madduwatta quien se vio obligado a huir. Tudhaliya intervino para reponer a su vasallo en el trono, infligió una derrota a Kupanta-Kurunta y amonestó a Madduwatta por su exceso de iniciativa. Sin embargo, Madduwatta recibió parte del botín de guerra y Arzawa continuó siendo independiente.
Posteriormente Attarsiya invadió el territorio de Madduwatta. Tudhaliya envió al general Kisnapili para frenar la invasión. Kisnapili tuvo éxito y Madduwatta, a pesar de haber huido nuevamente, fue repuesto en el trono. En esta ocasión, Tudhaliya mantuvo a Kisnapili en Zappasla para que vigilara a Madduwatta. Durante la rebelión de Dalawa y Hinduwa, ciudades del país de Lukka, Madduwatta traicionó a Kisnapili aliándose con Dalawa mientras este caía en una emboscada cuando acudía a sofocar la rebelión en Hinduwa. Tudhaliya no tomó represalias contra Madduwatta, por lo que este se animó a firmar la paz con Kupanta-Kurunta, enemigo de Tudhaliya, y tomó en matrimonio a una hija del rey de Arzawa.

## Siria

### Tratado entreTudhaliya I/IIy Sunassura
Antes de intervenir en los asuntos de Siria, Tudhaliya firmó un tratado con Sunassura de Kizzuwadna para asegurarse el paso de las tropas hititas por este Estado. Anteriormente a este tratado, Kizzuwadna estaba aliado con Mitanni. Tudhaliya quería evitar el riesgo de ser atacado por la espalda por un Estado promitannio mientras operaba en Siria. Más adelante, o durante el gobierno de su sucesor, Tudhaliya anexionó a Hatti el Estado de Sunassura.

### Intervención en Siria
La presencia de Tudhaliya en Siria movió la lealtad de Alepo, ciudad del reino de Niqmepa de Alalakh, al bando hitita. Saustatar, rey de Mitanni, consiguió devolver la ciudad a su bando. Esto llevó a Tudhaliya a atacar y saquear Alepo. El enfrentamiento entre Hatti y Mitanni se saldó con la derrota del segundo. Tudhaliya se jacta de haber destruido Mitanni, pero este Estado continuó existiendo hasta los días de Suppiluliuma I.

## Corregencia de ArnuwandaI
Tudhaliya dirigió algunas de las campañas anteriores, tanto en territorio anatolio como sirio, en colaboración con Arnuwanda I, quien a la postre sería su sucesor. Arnuwanda fue corregente de Tudhaliya porque varias improntas de sellos lo mencionan como gran rey durante el gobierno de Tudhaliya, un título exclusivo de la realeza. Además se le llama hijo del rey al igual que a su esposa Asmunikal lo que quizá quiera decir que era el yerno del monarca.